# Aegagropila linnaei
Die Algenart Aegagropila linnaei ist eine fadenförmige Süßwasser-Grünalge, die in drei Wuchsformen vorkommt: als Rasen, als Büschel oder als frei treibende Kugel. Sie kommt in winterlich vereisenden Seen auf der gesamten Nordhalbkugel vor. Natürliche Vorkommen sind aus Österreich, Island, Estland, der Ukraine und Japan bekannt.
Die Kugelform dieser Alge wird auch Marimo oder Algenball genannt. In dieser Form ist sie eine beliebte Aquarienpflanze.
Synonyme sind Cladophora aegagropila, Conferva aegagropila Linné, Cladophora linnaei Kützing oder Cladophora sauteri Nees.

## Namen
Die kugelige Form von Aegagropila linnaei ist auch unter dem Namen „Mooskugel“, „Algenkugel“ und „Seeknödel“ bekannt. Im Englischen wird sie „Cladophora-ball“ oder „lake ball“ (Seekugel) genannt. In Japan heißt sie „Marimo“ (jap. 毬藻).
Ihren Namen Marimo erhielt die Pflanze vom japanischen Botaniker Kawakami Tatsuhiko (川上 龍彦) im Jahre 1898. Mari ist ein springender Spielzeugball. Mo ist ein Sammelbegriff für Pflanzen, die im Wasser wachsen. Der Name der einheimischen Ainu ist torasampe (to = See, rasampe = Monster) oder tokarip (kari = im Kreis bewegen, p = Objektsuffix bzw. karip = Kugel).
In Island haben die Bälle von den Fischern am See Mývatn den Namen kúluskítur (kúla = Ball. skítur = jede Art von Unkraut, dass sich in den Fischernetzen verfängt) erhalten.

## Klassifikation

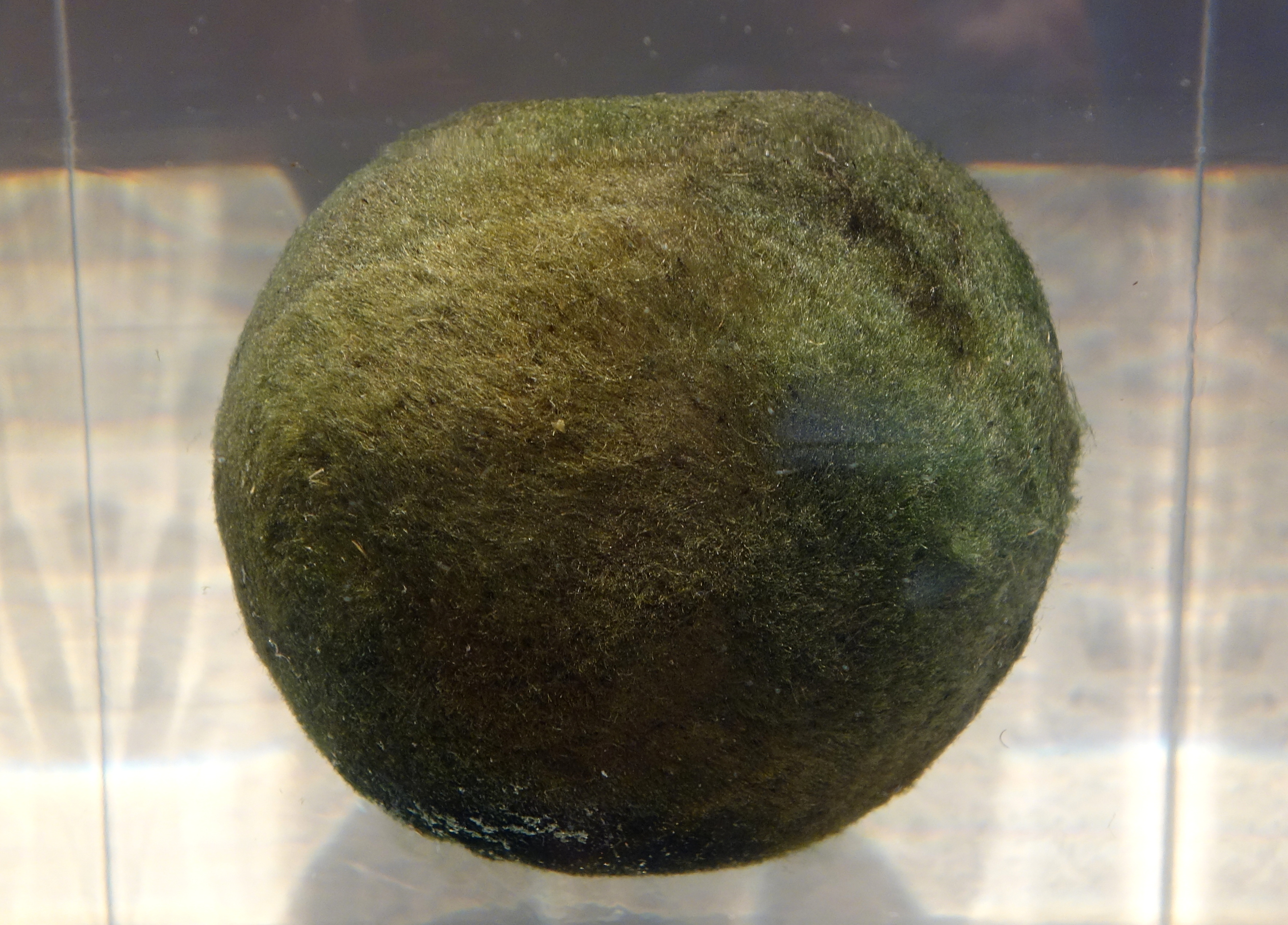
Marimo-Kugel

Die Mooskugeln wurden erstmals um 1820 durch Anton Sauter im Irrsee in Österreich nachgewiesen. Die Gattung Aegagropila wurde von F. T. Kützing (1843) mit dieser Art unter dem Namen A. linnaei als Leitart, mit Bezugnahme auf ihre Bildung kugelförmiger Aggregationen, gebildet. Alle Arten wurden 1849 vom selben Autor in die Untergattung Aegagropila der Gattung Cladophora eingeordnet. A. linnaei wurde daher als Cladophora aegagropila (L.) Rabenhorst and Cl. sauteri (Nees ex Kütz.) Kütz. in der Gattung Cladophora geführt. Ausgedehnte DNA-Analysen im Jahre 2002 führten zu einer Rückkehr zum alten Namen Aegagropila linnaei. Die Anwesenheit von Chitin in den Zellwänden unterscheidet diese Gattung von Cladophora.

## Wuchsformen

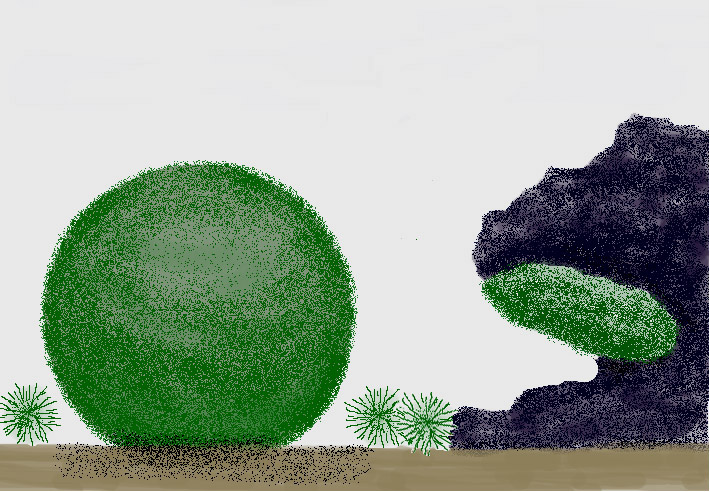
Zeichnung der drei Wuchsformen: Rasen, Büschel und Kugel

Es gibt drei Wuchsformen von Aegagropila linnaei:
- als Rasen aus dicht wachsenden Fäden auf Felsen,
- als Büschel aus umfluteten Fäden auf Kieseln und
- als frei im Wasser treibenden Kugeln aus miteinander verwobenen Fäden.

Die auf Stein wachsenden Algenrasen und -büschel bezeichnet man auch als epilithisch (von altgriechisch epi = auf und lithos = Stein).
Die Kugelform entsteht, wenn Wind und Wellen die epilithischen Algen rollend abheben. Diese wachsen dann frei im Wasser treibend strahlenförmig in alle Richtungen. Wenn dann Wind und Wellen diese schwimmende Gebilde hin- und herrollen entsteht allmählich ein gleichmäßig gekrümmtes Gebilde in Form eines Balles.
Die Kugeln treiben tagsüber an der Oberfläche und sinken nachts auf den Grund. Auf- und Abtrieb werden von Photosynthese und Circadianrhythmus gesteuert. Der Auftrieb kommt durch den bei der Photosynthese entstehenden Sauerstoff zustande, der sich in Form feiner Bläschen im Geflecht der Fäden verfängt.

## Ökologie

Zeichnung einer Marimo-Kolonie im See Mývatn

Marimo-Kolonien im Akan-See auf Hokkaidō und im Mückensee (Mývatn) in Island gehören zu den seltsamsten Pflanzengemeinschaften auf der Erde. Ihre Existenz hängt von der Anpassung der Art an schwache Beleuchtung, kombiniert mit dem dynamischen Zusammenspiel von windgetriebenen Strömungen, dem Beleuchtungsverlauf, der Hydromorphologie des Sees, dem Bodensubstrat und der Sedimentation ab.
Die Wachstumsrate der Algenkugel hängt von Licht- und Nährstoffversorgung ab, im Mittel beträgt sie etwa 5 mm pro Jahr. Im Akansee werden sie besonders groß, bis zu 20–30 cm. Es gibt dort dichte Kolonien von etwa 12 cm großen Kugeln, die gut abgegrenzte Flecken auf dem Seegrund in Tiefen von 2 bis 2½ m bilden. Die Kolonien wurden 1897 entdeckt und haben seitdem beträchtlich an Größe verloren. Die runde Form der Marimo entsteht hauptsächlich durch sanfte Wellen oder Strömungen, die die Bälle gelegentlich drehen.
Bei Sonneneinstrahlung kommt es außerdem zu einer verstärkten Photosynthese und Bildung von Sauerstoffbläschen, so dass die Algenkissen zumindest im Aquarium vom Gewässergrund in Richtung Wasseroberfläche aufsteigen. Mit Einbruch der Dämmerung sinken sie wieder langsam auf den Bodengrund herab. Frei im Wasser schwebende Bälle lassen sich durch Einbringen kleiner Auftriebskörper aus Plastik herstellen, wobei die Kugeln je nach Tageszeit an der Oberfläche und am Grund gehalten werden können.
Die Mooskugeln sind ringsum grün, so dass die Photosynthese unabhängig von der Lage der Bälle abläuft. Im Inneren ist der Ball ebenfalls grün und mit Chloroplasten im Ruhestadium versehen, die innerhalb von Stunden aktiv werden, wenn der Ball auseinanderbricht.
Die Wellen reinigen sie auch von Detritus.  Da manche Kolonien 2 oder sogar 3 Schichten der Kugeln übereinander haben, werden die Wellen benötigt, um sie zu vermischen, so dass jeder Ball regelmäßig ans Licht gelangt. Die Kugelform hat im Verhältnis zum Volumen die kleinste Oberfläche, was für Pflanzen zur Photosynthese nicht optimal ist. Das begrenzt die mögliche Größe der Bälle. Die natürliche Vermehrung der Bälle ist kaum erforscht. Sie könnten aus Algenbüscheln wachsen, die auf Felsen in der Litoralzone wachsen, oder aus zerbrochenen Bällen (wie im Fall des Akansees oder in der Zucht für das Aquarium).

## Naturschutz
Die schnell schrumpfende Population des Mývatn ist ein besonderes Problem. Aus unbekannten Gründen sind einige der Hauptkolonien in den letzten Jahren verschwunden.
Am Akansee werden große Anstrengungen zur Erhaltung der Algenbälle unternommen.  Das schließt das jährliche dreitägige Marimo-Festival ein, bei dem die Ainu eine wichtige Rolle spielen. Wegen ihrer ansprechenden Form dienen die Bälle auch als Anschauungsmaterial für Bildung und Erziehung zu umweltbewusstem Verhalten. Sie haben gewisse Ähnlichkeiten mit der Erde, da sie grün und rund sind und sich drehen müssen, um Licht von allen Seiten zu bekommen. In Japan steht Marimo unter Naturschutz und wurde zu einem Naturschatz Japans erklärt. Kleine Bälle, die als Souvenir verkauft werden, sind aus den frei flutenden Fäden handgerollt. Man sagt dem Käufer, dass die Pflanze bei guter Pflege einen Wunsch wahr mache. Sowohl der Mývatn als auch der Akansee sind geschützt, der erste als Naturreservat, der zweite als ein  Nationalpark.

## Verwendung in der Aquaristik

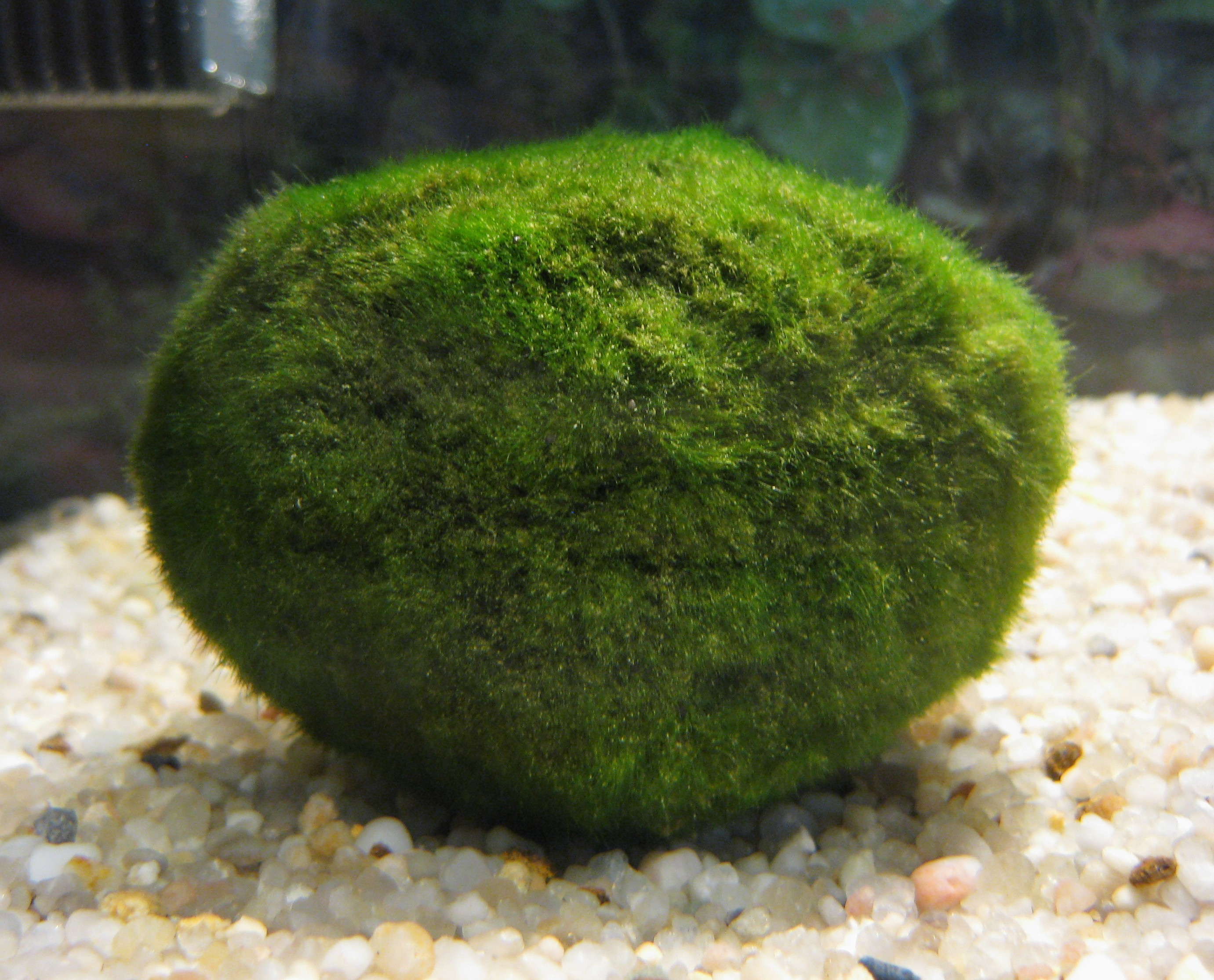
Marimo-Kugel im Aquarium

Erste Importe nach Westeuropa gab es in den 1970er Jahren, um danach nahezu wieder zu verschwinden. Algenkugeln werden in Mitteleuropa seit einigen Jahren wieder verstärkt im Zoofachhandel angeboten. Die Nachfrage kann auch auf die verstärkte Haltung von Süßwassergarnelen zurückzuführen sein, die zeitlich mit der Einführung zusammenfällt. Sie beweiden die Kugeln bevorzugt. Die Literatur zu diesen Pflanzen ist allerdings noch spärlich.
Generell gedeihen die Algenkugeln in Kaltwasseraquarien durchaus über mehrere Jahre. Ihr Wachstum ist dabei sehr langsam und beträgt pro Jahr nur wenige Millimeter. In tropischen Aquarien, in denen ständig Temperaturen über 27 Grad vorliegen, berichten einige Aquarianer über ein „Auseinanderfallen“ der Pflanze.
Besondere Anforderungen an die Beleuchtung stellen Algenkugeln nicht. Vorteilhaft ist jedoch, wenn sie gelegentlich gewendet werden oder wenn sie frei auf dem Grund rollen können. Empfindlich reagieren sie auf die Ablagerung von Mulm und Detritus. pH-Werte zwischen 7 und 7,5 scheinen ihnen am besten zu bekommen.
Im Zoofachhandel werden sie gelegentlich als wirksames Mittel gegen Nitrit- und Nitratbelastungen empfohlen. Die Pflanze selbst trägt jedoch nicht mehr zur Absenkung dieser Stoffe im Wasser bei, als es andere Pflanzen tun. Vorteilhaft ist es jedoch sicherlich, dass sich in den feinen Algenhärchen Bakterien ansiedeln können, die diese Stoffe im Wasser reduzieren. Der Besatz eines Aquariums mit diesen Algenkissen ist hingegen weder ein Ersatz für eine Wasserfilterung noch für einen Teilwasserwechsel.
Wegen der Empfindlichkeit gegenüber der Ablagerung von Mulm und Detritus sollten sie nicht mit gründelnden Fischen zusammen gehalten werden. Welse können die Kugeln zur Ablage ihres Laichs nutzen. Für Halter von kleinen Garnelenarten, wie beispielsweise die Yamatonuma-Garnele, stellen Algenkugeln eine Alternative zum Javamoos dar, das im Aquarium gerne wuchert und andere Pflanzen überzieht. Sie durchsuchen die feinen Algenhärchen ebenso intensiv nach Detritus, wie sie es bei Javamoos tun.
Die Alge schmeckt den meisten Aquarienbewohnern nicht. Daher kann sie auch zur Begrünung von Schildkrötenaquarien genutzt werden ohne von den Schildkröten aufgefressen zu werden.

## Kulturelle Rezeption

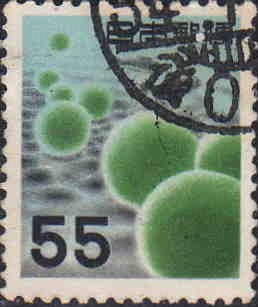
Japanische Marimo-Briefmarke

- Die japanische Post gab 1956 eine 55-Yen-Briefmarke mit Marimo-Motiv heraus.
- Der Asteroid (4494) Marimo ist nach den Algen benannt worden.[2]
- Marimo heißt eine Figur aus der Manga-Serie One Piece. Dort ist es ebenfalls ein Spitzname des grünhaarigen Charakters Lorenor Zorro.[3]
- In einer Episode der Animeserie Sailor Moon taucht ein Monster namens Akan auf, benannt nach dem Akan-See in Japan, in dem Marimo wachsen, und benutzt ebendiese als Waffe gegen seine Gegner.[4]